# Nixon Perea
Nixon Perea Mosquera (* 15. August 1973 in Barranquilla) ist ein ehemaliger kolumbianischer Fußballspieler.

## Karriere
Perea begann seine Karriere 1993 beim Erstligisten Unión Magdalena. 1994 wechselte er zu Atlético Nacional. Mit dem Verein wurde er 1994 kolumbianischer Meister. 1995 erreichte er das Finale des Copa Libertadores. Von 1997 bis 1998 war er außerdem noch bei den Vereinen Deportivo Pereira und Independiente Santa Fe unter Vertrag. 1999 wechselte er zum japanischen Zweitligisten Vegalta Sendai.
Mit der kolumbianischen Nationalmannschaft qualifizierte er sich für die Junioren-Weltmeisterschaft 1993.

## Erfolge
Atlético Nacional
- Kolumbianischer Meister: 1994